# لوئیس هررا (تنیس‌باز)
 لوئیس هررا (انگلیسی: Luis Herrera؛ زاده ۲۷ اوت ۱۹۷۱) یک تنیس‌باز اهل مکزیک است.